# Оксентюк Наталія Андріївна
Наталія Андріївна Оксентюк (4 травня 1997 , Андронівка, Дніпропетровська область  — 8 березня 2022 , Гусарівка, Харківська область ) — українська військовичка, молодший сержант, учасниця російсько-української війни, що загинула у ході російського вторгнення в Україну.

## Життєпис
Народилася у селі Андронівка Дніпропетровської області. Закінчила Дніпровський базовий медичний коледж. Згодом працювала за фахом у Покровську на Донеччині.
У 93-тю бригаду «Холодний Яр» Оксентюк прийшла у 2020 році, під час ротації на Луганщину. Рятувала поранених біля Новотошківського. Після цього пройшла ще одну ротацію у районі Старогнатівки. У 2021-му році закінчила курси бойового медика. Під час початку повномасштабного вторгнення перебувала у навчальному центрі, де опановувала курс старшого бойового медика. Не встигла закінчити навчання, тому що ворог почав обстрілювати навчальний центр, і Оксентюк відправили назад до бригади.
Загинула біля села Гусарівка при обороні міста Балаклія, Харківської області. На момент смерті їй було 24 роки.
Похована в рідному селі Андронівка Синельниківського району Дніпропетровської області.
Нагороджена орденом «За мужність» III ступеня (посмертно).